# Canal+ Seriale
Canal+ Seriale – polskojęzyczna stacja telewizyjna, której nadawcą jest Canal+ Polska SA, jeden z dwunastu dostępnych w Polsce kanałów spod znaku francuskiej sieci Canal+. Jako pierwsza w Polsce nadawała obraz w technologii 3DTV.
Canal+ Seriale powstał w wyniku przekształcenia kanału Canal+ Film 2 (pierwotnie Canal+ 3D). Początkowo start kanału przewidywano na maj 2009. W ramówce stacji znajdują się filmy i seriale fabularne.
Kanał jest polskim odpowiednikiem francuskiego Canal+ Séries.
Od 2 kwietnia 2024 stacje nadaje w godzinach 9.45-3.45. Do 1 kwietnia 2024 stacja nadawała całodobowo.

## Ramówka

### Magazyny
- + De Lux
- Aktualności filmowe+
- Nie przegap
- Łapu Capu
- Łapu Capu Extra
- W tonacji+
- O co biega?

## Historia
Początkowo kanał nosił nazwę Canal+ 3D i nadawał premiery filmowe, seriale, filmy dokumentalne, wydarzenia sportowe i filmy krótkometrażowe z całego świata w technologii 3DTV. Kanał dostępny był na cyfrowej platformie satelitarnej Cyfra+ i w sieciach kablowych. Od 11 listopada 2011 roku kanał nadawał codziennie, wcześniej okazjonalnie.
5 kwietnia 2013 roku stacja została przekształcona w kanał Canal+ Film 2 HD, obok którego powstała również wersja SDTV. Zakończenie nadawania kanału Canal+ 3D nie oznaczało jednak, że pozycje w jakości 3D znikną z ramówki Canal+. Programy w formacie 3DTV nadawane były odtąd w wyselekcjonowanych pasmach na wszystkich kanałach HD z portfolio Canal+. Ramówkę Canal+ Film 2 stanowiły propozycje skierowane do widza zainteresowanego filmami od nowszych pozycji kinowych do cieszących się uznaniem obrazów filmowych, a także unikalne dla tej stacji seriale oraz polskie produkcje.
11 maja 2015 r. kanał ponownie zmienił nazwę, tym razem na Canal+ Seriale.